# Nanteuil-lès-Meaux
Nanteuil-lès-Meaux è un comune francese di 5 439 abitanti situato nel dipartimento di Senna e Marna nella regione dell'Île-de-France.

## Società

### Evoluzione demografica
Abitanti censiti